# Silvia Rocca
Silvia Rocca (Torino, 18 febbraio 1968) è una disc jockey, personaggio televisivo ed ex modella italiana.

## Biografia
Sorella dell'attrice Stefania Rocca, Silvia Rocca si è diplomata come Perito Aziendale Corrispondente in Lingue Estere, e da qui ha imparato il francese, il tedesco, l'inglese e lo spagnolo. Dopo gli studi superiori ha iniziato a frequentare un corso di laurea in psicologia. La sua carriera artistica è invece iniziata all'età di 14 anni, quando ha partecipato al concorso The Look of the Year e, come unica italiana, arriva alla terza posizione. Negli anni successivi inizia a sfilare con firme quali Giorgio Armani, Gianni Versace, Gianfranco Ferré, Genny, Krizia e Rocco Barocco, in alcune delle più famose città della moda: Milano e Parigi. Negli anni successivi ha frequentato l'Accademy School, studiando recitazione per tre anni.
È nota al pubblico italiano per aver condotto nel 2003 lo spazio naked words della trasmissione giornalistica Spicy Tg sul canale Antennatre, dove intervistava nuda alcuni personaggi noti della tv italiana. Da qui ha avuto un'ondata di successi che l'ha portata anche a partecipare al reality show La fattoria, oltre a presenziare per un certo periodo in molti "salotti" italiani. Sull'onda del suo successo, la Rocca si è trovata un posto come naked DJ, effettuando uno striptease mentre remixa i brani musicali. Nella sua vita è stata anche insegnante di spinning e danza moderna. A Fiuggi il 16 settembre 2000 la Rocca fu premiata come miglior autrice emergente nella categoria dei romanzi gialli erotici.
Ha condotto, inoltre, il programma su Italia 1 Sfide senza frontiere, un reality game, e dal febbraio 2006 ha partecipato alla versione teatrale della serie Sex and the City di Luca Biglione. In precedenza aveva anche partecipato alla rappresentazione teatrale Se questo è un uomo di Primo Levi, e Oniris. Nel 2006 ha partecipato al programma televisivo Distraction condotto da Teo Mammucari.
Assieme a Walter Zenga, ha presentato la trasmissione calcistica Forza Italia sul canale Odeon TV. Per l'anno 2009 ha realizzato un calendario sexy in cui era fotografata da Paolo Ranzani.
Dal 2016 collabora con Radio Italiana 531.

## Vita privata
Ha una figlia, Jade Rocca, nata nel 2010.

## Filmografia
- Casa Vianello – serie TV, episodio 2x15 (1991)
- Oniris - I sogni erotici di Silvia, regia di Enrico Bernard (2007)

## Programmi TV
- Spicy Tg (2003-2004)
- La fattoria (2004)

## Discografia

### Album
- 2008 - Harmonica

## Opere
- Esperimenti Pericolosi, Gruppo futura, 2000
- Sguardo letale, Pizzo nero, 2002
- Relazioni Incrociate, Maprosti & Lisanti editore, 2006